# Термал
Термал (тур. Termal) — город и район в провинции Ялова (Турция).